# Johannes Paulus Lotsy
Johannes Paulus Lotsy (Dordrecht, 11 april 1867 – Voorburg, 17 november 1931) was een Nederlands plantkundige, gespecialiseerd in erfelijkheid en evolutie.

## Loopbaan
Na zijn promotie bij de Universiteit van Göttingen kreeg hij een onderwijsopdracht bij de Johns Hopkins-universiteit (1891-1895) waar hij directeur was van het herbarium. Van 1896 tot 1900 werkte hij op Java. Vervolgens werd hij hoogleraar bij de Universiteit van Leiden (1904-1909). Hij doceerde plantensystematiek. Hij werd directeur van het Rijksherbarium (1906-1909), en daarna secretaris van de Hollandsche Maatschappij van Wetenschappen.
Hij is oprichter van de Association internationale des Botanistes (AIdB) en was redacteur van het Botanisches Centralblatt, het orgaan van de AIdB. Hij heeft een voorstel gemaakt voor de classificatie van planten, gebaseerd op fylogenetica. Lotsy stimuleerde een grote rol voor hybridisatie in de evolutie.

## Expedities
India (1895-1900), de Verenigde Staten (1922), Australië en Nieuw-Zeeland (1925), Zuid-Afrika (1926-27), en Egypte (1930). Hij bestudeerde ook de flora van Italië en Zwitserland.

## Publicaties
- 1928. Voyages of exploration to judge of the bearing of hybridization upon evolution (Genetica : nederlandsch tijdschrift voor erfelijheids- en afstammingsleer). Ed. M. Nijhoff
- 1922a. Van den Atlantischen Oceaan naar de Stille Zuidzee
- 1922b. A popular account of evolution. The Cawthron institute, Nelson, Nueva Zelanda. Cawthron lecture. Ed. R.W. Stiles & Co. 22 pp.
- 1915. Het Tegenwoordige Standpunt der Evolutie-leer
- 1911. Série IIIA. Sciences exactes. 1–4. Rédigées par J. P. Lotsy
- 1906a. Résultats scientifiques du Congrès international de botanique, Vienne, 1905. Wissenschaftliche Ergebnisse des Internationalen botanischen Kongresses, Wien, 1905 ... Redigiert von J. P. Lotsy ... Mit ... 1 Karte, etc
- 1906b. Vorlesungen über Deszendenztheorien, mit besonderer Berücksichtigung der botanischen Seite der Frage, gehalten an der Reichsuniversität zu Leiden, etc.
- 1899. Rhopalocnemis Phalloides Jungh: A morphological-systematical study. Ed. E.J. Brill
- 1898. Contributions to the life-history of the genus Gnetum. Ed. E.J. Brill
- 1894. A contribution to the investigation of the assimilation of free atmospheric nitrogen by white and black mustard. Bulletin / U.S. Department of Agriculture, Office of Experiment Stations. G.P.O. 19 pp.

### Boeken
- 2008. Evolution By Means Of Hybridization. Reeditado Maudsley Press. 176 pp. ISBN 978-1-4097-0261-0
- 1928. A Popular Account of Evolution
- 1925. Evolution considered in the light of Hybridization. Ed. Canterbury College by Andrews, Baty & Co. 66 pp.
- 1916. Evolution by Means of Hybridization. The Hague, Martinus Nijhoff, 166 pp.
- 1907–1911. Vorträge über botanische Stammesgeschichte gehalten an der Reichsuniversität zu Leiden. Ein Lehrbuch der Pflanzensystematik. In drei Bände. Jena, Verlag von Gustav Fischer. With illustrations.
  - I. Algen und Pilze (Thallophyta) Jena: Gustav Fischer, 1907.
  - II. Cormophyta Zoidogamia Jena: Gustav Fischer, 1909.
  - III. (de) Lotsy, J. P. (1911). Vorträge über botanische stammesgeschichte, gehalten an der Reichsuniversität zu Leiden. Ein lehrbuch der pflanzensystematick. III Cormophyta Siphonogamia. G. Fischer, Jena.

## Taxonomie van eenzaadlobbigen
Lotsy beredeneerde dat de eenzaadlobbigen difyletisch zijn, dwz niet monofyletisch, waarbij de Spadiciflorae afstammen van de dicotyledons (in het bijzonder de Piperales) en dat de overige taxa afstammen van een hypothetische voorvader, de Proranales. John Hutchinson, die een monofyletisch oorsprong beredeneerde, beschouwde dit als onwaarschijnlijk.

Lotsys taxonomisch voorstel, gebaseerd op zijn publicatie: Vorträge über botanische Stammesgeschichte, vol 3: Cormophyta Siphonogamia Part 1
  is als volgt:
Monocotyledones
- Spadiciflorae p. 514–564
  - Araceae
  - Lemnaceae
  - Cyclanthaceae
  - Palmaceae
  - Pandanaceae
  - Sparganiaceae
  - Typhaceae
- Helobiae p. 625-692
  - Alismataceae
  - Butomaceae
  - Hydrocharitaceae
  - Scheuchzeriaceae
  - Zosteraceae
  - Posidoniaceae
  - Aponogetonaceae
  - Potamogetonaceae
  - Najadaceae
  - Altheniaceae
  - Cymodoceaceae
  - Triuridaceae
- Enantioblastae p. 693-714
  - Commelinaceae
  - Mayacaceae
  - Xyridaceae
  - Eriocaulaceae
  - Centrolepidaceae
  - Restionaceae
  - Pontederiaceae
- Liliifloren p. 715–766, 792–834
  - Liliaceae 714
  - Melanthiaceae 717
  - Asphodelaceae 722
  - Aloinaceae 725
  - Eriospermaceae 730
  - Johnsoniaceae 731
  - Agapanthaceae 732
  - Alliaceae
  - Gilliesiaceae 734
  - Tulipaceae 735
  - Scillaceae 741
  - Asparagaceae 743
  - Dracaenaceae 749
  - Smilaceae 759
  - Luzuriagaceae 760
  - Ophiopogonaceae
  - Lomandraceae 761
  - Dasypogonaceae 763
  - Calectasiaceae 764
  - Juncaceae
  - Flagellariaceae 765
  - Stemonaceae (Roxburghiaceae) 792
  - Cyanastraceae 793
  - Iridaceae 794
    - Crocoideae
    - Iridoideae 796
    - Ixioideae 799

  - Haemodoraceae 800
  - Amaryllidaceae 801, 811
  - Hypoxidaceae
  - Vellosiaceae 802
  - Agavaceae 806
  - Bromeliaceae 814
  - Dioscoreaceae 823
  - Taccaceae 826
  - Burmanniaceen 829
- Glumifloren p. 767–791
  - Cyperaceae
  - Graminaceae
- Scitamineae p. 835–864
  - Musaceae
  - Cannaceae
  - Zingiberaceae
  - Marantaceae
  - Orchidaceae